# Route 8 (Paraguay)
Pour les articles homonymes, voir Route 8.
La route 8 (en espagnol : Ruta 8 ou Ruta Nacional N° 8 "Dr. Blas Garay") est une route du Paraguay reliant San Estanislao (es) à Coronel Bogado (en). Sa longueur est de 320 km.

## Localités
| Kilomètre | Localité                   | Département | Intersection        |
| --------- | -------------------------- | ----------- | ------------------- |
| 0         | San Estanislao (es)        | San Pedro   | Route 3 et Route 10 |
| 20        | Yataity del Norte (es)     | San Pedro   |                     |
| 35        | Santa Rosa del Mbutuy (es) | Caaguazú    |                     |
| 44        | Simón Bolívar (es)         | Caaguazú    |                     |
| 62        | Carayaó (es)               | Caaguazú    |                     |
| 91        | Coronel Oviedo             | Caaguazú    | Route 2 et Route 7  |
| 119       | Yataity del Guairá (es)    | Guairá      |                     |
| 126       | Mbocayaty (es)             | Guairá      |                     |
| 133       | Villarrica                 | Guairá      |                     |
| 158       | Ñumí (es)                  | Guairá      |                     |
| 187       | Caazapá                    | Caazapá     |                     |
| 248       | Yuty (es)                  | Caazapá     |                     |
| 263       | José Leandro Oviedo (es)   | Itapúa      |                     |
| 278       | San Pedro del Paraná (es)  | Itapúa      |                     |
| 298       | General Artigas (es)       | Itapúa      |                     |
| 320       | Coronel Bogado (en)        | Itapúa      | Route 1             |

## Longueur
| Département | km  |  |  |
|             |     |  |  |
| San Pedro   | 28  |  |  |
| Caaguazú    | 84  |  |  |
| Guairá      | 51  |  |  |
| Caazapá     | 97  |  |  |
| Itapúa      | 60  |  |  |
|             |     |  |  |
| Total       | 320 |  |  |